# Facundo Imboden
Facundo Jorge Imboden (Castelar, Provincia de Buenos Aires, Argentina, 2 de febrero de 1980) es un exfutbolista argentino que jugaba de defensa. Su último club fue Club Deportivo Cuenca de Ecuador.

## Trayectoria
Se formó en el club argentino Boca Juniors, participando en sus divisiones inferiores desde 1992. Defendió la camiseta del club xeneize las temporadas 2000, 2001 y 2004.
Se incorporó al club chileno Universidad Católica a mediados del año 2005, obteniendo el título de clausura el mismo año. Con este club se enfrentó a Boca Juniors, anotándole un gol en la Copa Sudamericana.
En reiteradas ocasiones ha manifestado sus deseos de adoptar la nacionalidad chilena, y jugar por la selección de Chile.
El 26 de abril de 2009, en el partido de la Universidad Católica contra Unión Española, Imboden sufrió una rotura asilada del ligamento cruzado anterior en la rodilla derecha, lo que lo dejara por lo menos 6 meses fuera de la actividad. En diciembre de 2009 se anuncia que no se le renueva el contrato con la UC.
Luego de terminar su contrato en diciembre del 2009, Facundo Imboden dejó de ser parte de Universidad Católica y empezó a buscar club para continuar su carrera. Es así, como el 26 de enero de 2010, firmó por el Club Gimnasia y Esgrima L.P por un periodo de 6 meses. 
Luego de dejar el equipo del Lobo, Facundo firmó el 13 de julio de 2010 por el Club Ferrocarril Oeste, club de la segunda división argentina. Imboden llegó a reforzar el plantel de Ferro junto a Juan Manuel Herbella y otros 9 jugadores. 

El 27 de junio de 2011 se anuncia el fichaje de Facundo por el Club Deportivo Cuenca de Ecuador, por el lapso de un año. Se retiró a finales de ese año.

## Clubes
| Club                        | País      | Año       |
| --------------------------- | --------- | --------- |
| Boca Juniors                | Argentina | 2000-2001 |
| Belgrano                    | Argentina | 2001-2002 |
| Millonarios                 | Colombia  | 2003      |
| Boca Juniors                | Argentina | 2003-2004 |
| Olimpo                      | Argentina | 2004-2005 |
| Universidad Católica        | Chile     | 2005-2009 |
| Gimnasia y Esgrima La Plata | Argentina | 2010      |
| Ferro Carril Oeste          | Argentina | 2010-2011 |
| Deportivo Cuenca            | Ecuador   | 2011      |

## Palmarés

### Campeonatos nacionales
| Título           | Club                 | País  | Año    |
| ---------------- | -------------------- | ----- | ------ |
| Primera División | Universidad Católica | Chile | 2005-C |